# Aufsandung (Recht)
Mit Aufsandung wird in Österreich die Zustimmung des Grundstückseigentümers zur Belastung, Beschränkung oder Aufhebung seiner Rechte an einer Liegenschaft bezeichnet. Zur Eintragung im Grundbuch ist demnach eine beglaubigte Aufsandungserklärung des Eigentümers erforderlich. Sie ist typischerweise in Kaufverträgen über Liegenschaften enthalten und für die Eintragung von Übereignungen, Hypotheken, Servituten und anderen Rechten im Grundbuch unbedingt erforderlich. Der Begriff stammt aus dem mittelalterlichen Grundbuchsrecht.